# Farhang Sharif
Pour les articles homonymes, voir Sharif.
Farhang Sharif (en persan : فرهنگ شریف), né en 1931 à Amol (Mazandaran) et mort le 7 septembre 2016 à Téhéran, est un compositeur et musicien iranien, d'origine azérie. 

## Biographie
Farhang Sharif a appris la musique sous le mentorat de son père dès son plus jeune âge. Il a appris à jouer du târ avec les maestros Abdolhossein Shahnazi et Morteza Neidavoud , deux maîtres du târ ayant vécu pendant les périodes Qajar et Pahlavi . En conséquence, il a joué son premier solo de radio à l'âge de 12 ans. Sharif a collaboré avec des musiciens renommés tels que Mohammad-Reza Shajarian , Akbar Golpayegani, Gholam Hossein Banan , Iraj et Mahmoud Khansari. Il a également joué à Berlinfestival de musique. Il a fait sa première performance solo dans une émission de radio en direct à l'âge de 12 ans. Sharif est considéré comme l'un des plus grands joueurs de târ et compositeurs traditionnels de l'histoire iranienne moderne. Il est souvent appelé "ostad", ce qui signifie "maître" en persan. Il est mort de problèmes respiratoires chez lui à Téhéran à l'âge de 85 ans. 
Farhang Sharif est un virtuose des luths traditionnels târ.